# Impatiens rubricaulis
Impatiens rubricaulis är en balsaminväxtart som beskrevs av Utami. Impatiens rubricaulis ingår i släktet balsaminer, och familjen balsaminväxter. Inga underarter finns listade i Catalogue of Life.